# Águas Vermelhas (Sorocaba)
Águas Vermelhas é um bairro da cidade de Sorocaba, no estado de São Paulo. Ficou conhecido por ser o lugar onde viveu e pregou o beato João de Camargo, o qual fundou lá a Igreja do Bom Jesus do Bonfim das Águas Vermelhas.